# Nuffield Gutty

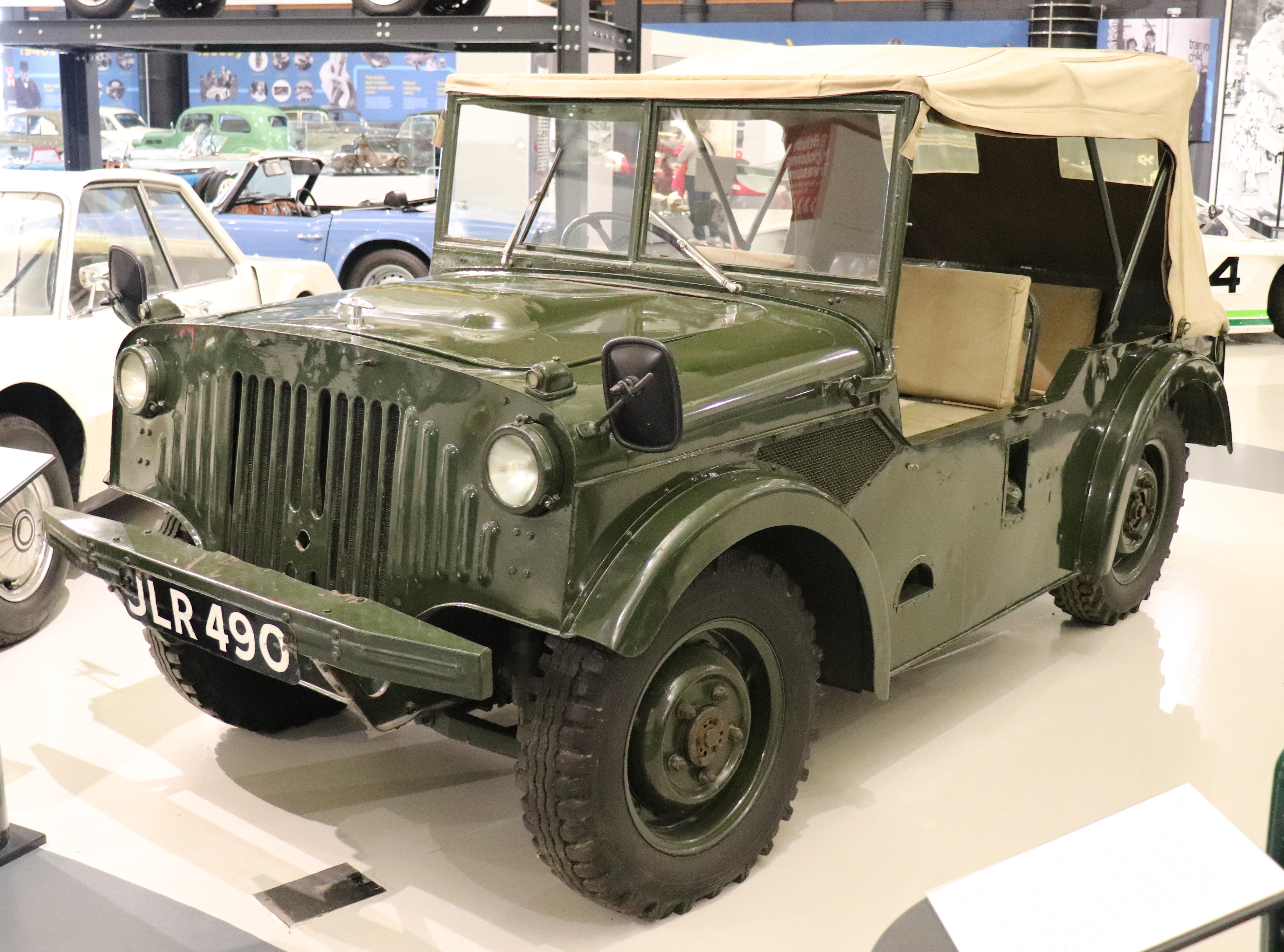
Prototyp im British Motor Museum in Gaydon, Warwickshire

Unter dem Namen Nuffield Gutty stellte die britische Nuffield Organisation 1947 drei Fahrzeugprototypen nach einer Spezifikation des War Department für ein leichtes Geländefahrzeug her. Ziel war es, einen Ersatz für den in der Nachkriegszeit noch in großen Mengen vorhandenen amerikanischen Jeep zu entwickeln. Das Fahrzeug verfügte über einen 4-Zylinder-Boxermotor, der auch das geplante Kleinfahrzeug Morris Mosquito antreiben sollte, welches dann, mit einem herkömmlichen Vierzylinder-Reihenmotor ausgestattet, unter dem Namen Morris Minor auf den Markt kam.
Der Gutty war nicht sonderlich erfolgreich, wird aber als Vorgänger des FV1800 Wolseley Mudlark angesehen, der wiederum der Vorgänger des Austin Champ wurde. Einer der drei Prototypen existiert noch heute und wird im British Motor Museum in Gaydon in der Grafschaft Warwickshire ausgestellt.
Die verwirrend ähnliche Typbezeichnung Nuffield Guppy wurde für einen anderen, bereits in den frühen 1940er Jahren entwickelten Fahrzeugprototypen verwendet, der am Fallschirm absetzbar und schwimmfähig sein sollte.